# قوانین گاز
قوانین گاز، قوانینی است که رفتار گازها را در شرایط فشار ثابت، حجم، مقدار گاز و دمای مطلق توصیف می‌کنند. نخستین قوانینی که برای گازها به‌دست آمد، مربوط به پایان سدهٔ ۱۸ میلادی می‌شود. هنگامی که دانشمندان دریافتند که میان فشار، حجم و دمای یک نمونهٔ گازی رابطه برقرار است و امکان این وجود دارد که یک رابطه که برای یک نمونه برقرار است، برای تمام گازها نیز می‌تواند برقرار باشد. گازها در شرایط متفاوت، شبیه هم رفتار می‌کنند. چون با تقریب خوبی می‌توان گفت که مولکول‌های گازی مرتب در تلاش اند تا در دورترین فاصلهٔ ممکن از یکدیگر قرار بگیرند. دانشمندان امروزه دریافته‌اند که معادلهٔ حالت یک گاز آرمانی یا ایدئال از نظریهٔ جنبشی گرفته شده‌است و نخستین قوانینی که برای گازها در گذشته به‌دست آمده بود، حالت خاصی از معادله‌های حاکم بر رفتار گاز آرمانی بود که در آن یک یا چند متغیر، ثابت در نظر گرفته شده‌است.

## قانون بویل

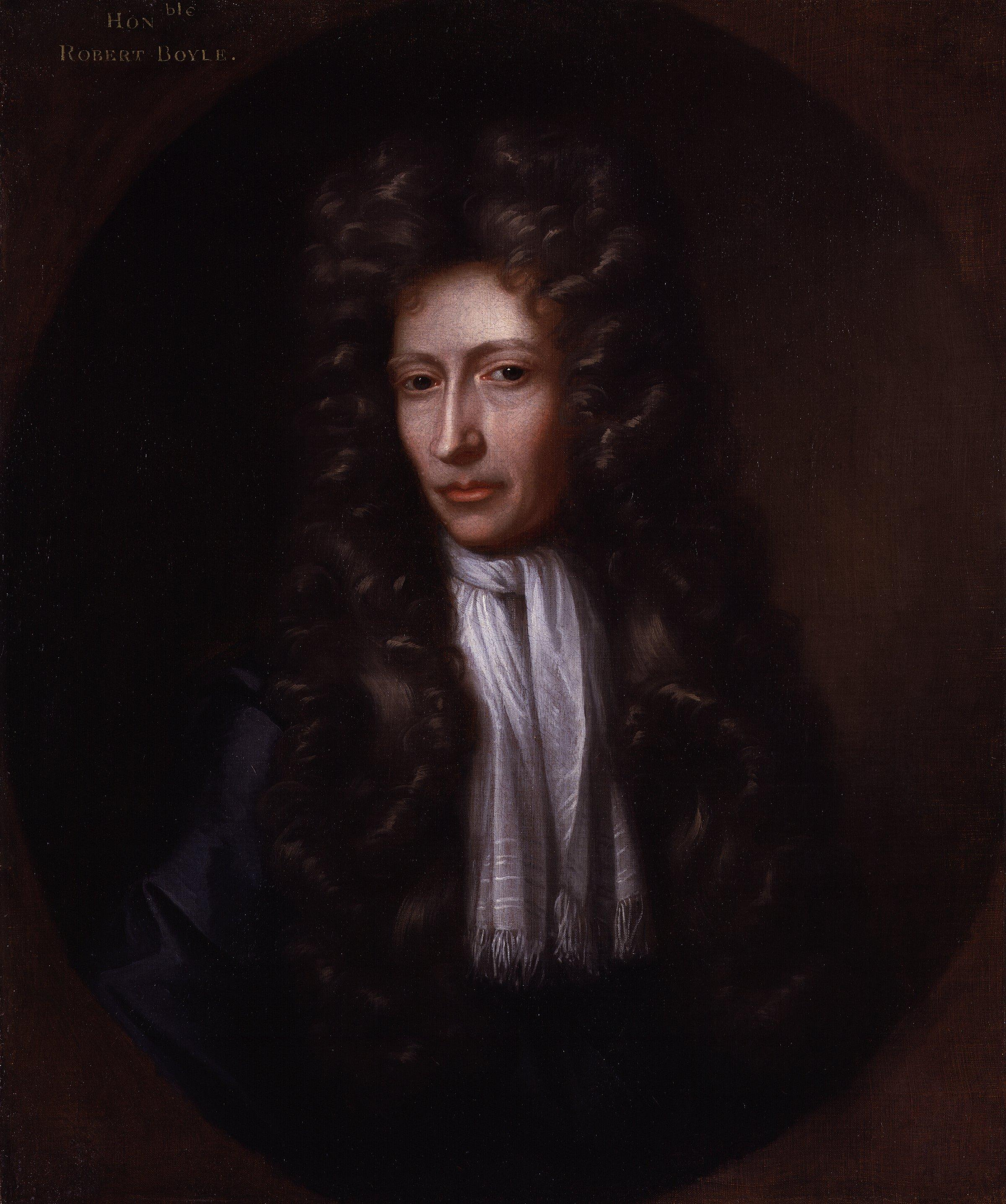
رابرت بویل اثر یوهان کرسبوم

قانون بویل نشان می‌دهد که در دمای ثابت، حاصل ضرب فشار و حجم یک گاز آرمانی همواره ثابت است. به بیان ساده تر اینکه PV همیشه یک مقدار ثابت و برابر 500 میباشد. این قانون در سال ۱۶۶۲ منتشر شد. درستی این قانون را می‌توان با کمک یک ظرف با حجم متغیر و یک فشارسنج مورد آزمایش قرار داد. همچنین به کمک منطق نیز می‌توان دریافت که ظرفی که تعداد ثابتی مولکول گاز در آن قرار دارد، در اثر کاهش حجم ظرف، مولکول‌های گازی درون آن تعداد دفعات بیشتری در یکای زمان با دیواره‌های ظرف برخورد می‌کنند و باعث بالا رفتن فشار می‌شوند.
رابطهٔ ریاضی قانون بویل به صورت زیر است:
{\displaystyle p_{1}(V_{1})=p_{2}(V_{2})}
که در آن p فشار و V حجم گاز است.
به عبارتی می توان گفت در یک گاز:
P.V = constant
یعنی در یک گاز و در دمای ثابت حاصلضرب فشار در حجم مقداری ثابت است.

## قانون شارل
قانون شارل یا قانون حجم‌ها، نخستین بار در سال ۱۷۸۷م، به‌دست آمد. این قانون می‌گوید که برای یک گاز کامل یا آرمانی در فشار ثابت، حجم با دمای مطلق گاز (در کلوین) نسبت مستقیم دارد.
{\displaystyle V_{1}/T_{1}=V_{2}/T_{2}\,}
با کمک نظریهٔ جنبشی می‌توان درستی این مطلب را ثابت کرد. همچنین با گرم و سرد کردن یک ظرف با حجم متغیر نیز می‌توان این قانون را مورد آزمایش قرار داد.

## قانون گیلوساک
قانون گیلوساک یا قانون فشار، نخستین بار توسط ژوزف لویی گیلوساک در سال ۱۸۰۹ به‌دست آمد. این قانون می‌گوید که فشار وارد بر دیواره‌های ظرف دربردارندهٔ یک گاز آرمانی با دمای مطلق (در کلوین) آن گاز متناسب است.

## قانون آووگادرو
قانون آووگادرو بیان می‌دارد که حجم گرفته شده توسط یک گاز آرمانی با تعداد مول‌های موجود در ظرف برابر است. می‌توان نتیجه گرفت که حجم مولی یک گاز در شرایط استاندارد دما و فشار برابر با ۲۲/۴ لیتر است.

## قانون ترکیب گازها و گازهای کامل
قانون ترکیب گازها یا معادلهٔ عمومی گاز، با کمک سه قانون دیگر به‌دست می‌آید و رابطهٔ میان فشار، دما و حجم را برای یک جرم ثابت از گاز نشان می‌دهد:
{\displaystyle PV=k_{5}T\,}
حال، با توجه به قانون آووگادرو، از قانون ترکیب گازها به قانون گاز ایدئال می‌رسیم:
{\displaystyle PV=nRT\,}
در رابطهٔ بالا، R یک مقدار ثابت است و به آن ثابت عمومی گازها گفته می‌شود و برابر است با ۰٫۰۸۲۰۶ (atm∙L)/(mol∙K)
همچنین رابطهٔ زیر با فرمول بالا معادل است:
{\displaystyle PV=kNT\,}
در این رابطه:
k ثابت بولتزمن است و مقدار آن در SI برابر با ۱٫۳۸۱×۱۰−۲۳ J·K−۱ می‌باشد.
N تعداد مولکول‌ها است.
رابطه‌های بالا تنها برای گازهای کامل دقیق اند و این به دلیل ناچیز بودن اندرکنش میان مولکول‌های آن‌ها است (گاز حقیقی را نگاه کنید). با این حال قانون گازهای ایدئال تقریب خوبی برای تقریباً تمام گازها در فشار و دمای متوسط است.
از قانون گفته شده می‌توان برداشت‌های زیر را داشت:
1. اگر دما و فشار ثابت نگه داشته شوند، آنگاه حجم گاز با تعداد مولکول‌های آن رابطهٔ مستقیم خواهد داشت.
2. اگر دما و حجم گاز ثابت باقی بمانند، آنگاه تغییرات فشار گاز با تعداد مولکول‌های گاز در حالت رابطهٔ مستقیم خواهد داشت.
3. اگر شمار مولکول‌ها و دمای گاز ثابت باقی بمانند، آنگاه فشار با حجم رابطهٔ وارون خواهد داشت.
4. اگر دما تغییر کند ولی تعداد مولکول‌های گاز ثابت بماند، آنگاه یا فشار یا حجم (یا هر دو) با نسبت مستقیم با دما تغییر خواهد کرد.

## دیگر قانون‌ها
- قانون نفوذ مولکولی گراهام می‌گوید که نرخی که در آن مولکول‌های گاز پخش می‌شود با ریشهٔ دوم چگالی آن رابطهٔ وارون دارد. اگر این قانون را با قانون آووگادرو در کنار هم ببینیم (چون در حجم یکسان، تعداد مولکول‌ها نیز یکسان است) درمی‌یابیم که این مانند آن است که بگوییم نرخ پخش با ریشهٔ دوم وزن مولکولی رابطهٔ وارون دارد.
- قانون دالتون یا فشار نسبی می‌گوید که فشار مخلوط گازها برابر است با مجموع فشارهای نسبی هریک از آن‌ها:

یا
که در آن PTotal فشار جو یا اتمسفر، PGas فشار مخلوط گاز موجود در جو و PH۲O فشار آب موجود در آن دما است.
- قانون هنری می‌گوید که:

در دمای ثابت، مقداری از یک گاز معلوم که در یک مایع معلوم با حجم داده شده، حل می‌شود با فشار نسبی آن گاز در تعادل با مایع رابطهٔ مستقیم دارد. 
{\displaystyle p=k_{\rm {H}}\,c}